# Air Atlanta Icelandic
Pour les articles homonymes, voir Icelandic.

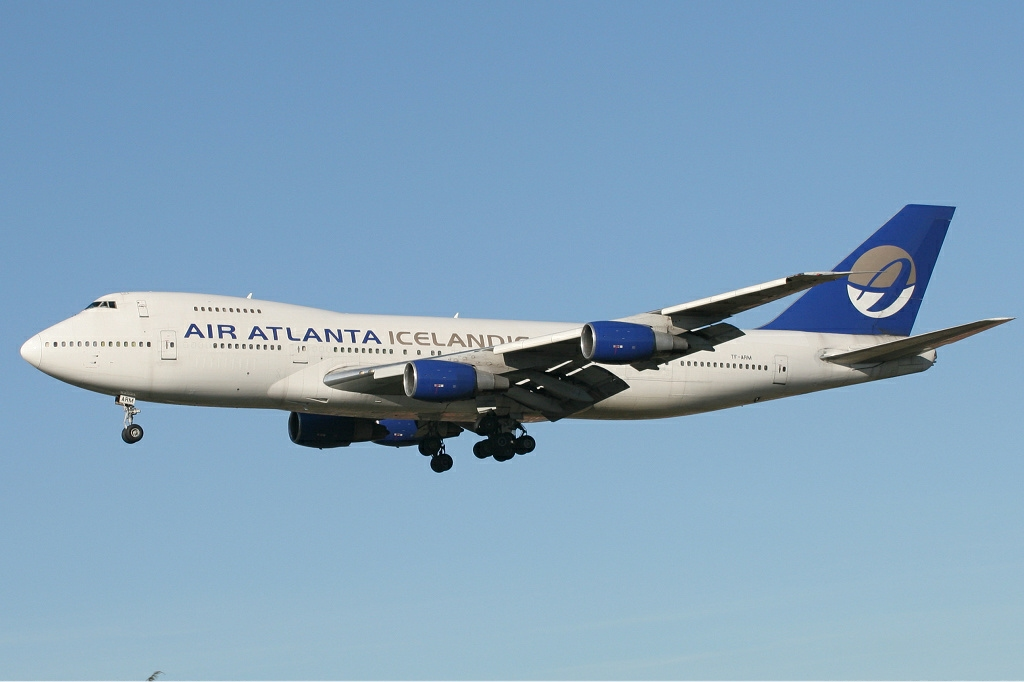
Un ancien Boeing 747-200B(SF) d'Air Atlanta Icelandic

Air Atlanta Icelandic est une compagnie aérienne et un important opérateur d'affrètement (Aircraft Crew Maintenance Insurance) autrement dit « Avion, Équipage, Maintenance et Assurance » (ACMI), dont le siège social est à Kópavogur. Sa base principale se situe sur l'aéroport international de Keflavík.

## Histoire
La compagnie a été créée le 10 février 1986 par Arngrimur Johannsson et Thora Gudmundsdottir. En 2021, Air Atlanta Icelandic a réouvert sa filiale européenne Air Atlanta Europe, basée à Malte, pour exploiter des Boeing 777 passagers.
En 2025, la compagnie islandaise intègre son premier Boeing 777.

## Flotte
La flotte d'Air Atlanta Icelandic est constitué de 9 appareils en février 2025: